# Chromadorissa strandi
Chromadorissa strandi är en rundmaskart som beskrevs av Hans August Kreis 1928. Chromadorissa strandi ingår i släktet Chromadorissa och familjen Chromadoridae. Inga underarter finns listade i Catalogue of Life.